# Zoreane, Kozelșciîna
Zoreane (în ucraineană Зоряне) este un sat în comuna Vasîlivka din raionul Kozelșciîna, regiunea Poltava, Ucraina.